# Булганін Микола Олександрович
Мико́ла Олекса́ндрович Булга́нін (нар. 30 травня (11 червня) 1895, Нижній Новгород — 24 лютого 1975, Москва (за іншими даними — селище Жуковка Одинцовського району Московської області)) — радянський політичний та військовий діяч, Маршал Радянського Союзу (1947) (позбавлений звання 26 листопада 1958), Герой Соціалістичної Праці (1955). Голова Ради Міністрів СРСР (1955—1958), 1-й заступник з 1950 року, заступник з 1947 року, а в 1938—1944 рр. заступник голови РНК СРСР. Тричі голова Держбанку СРСР (1938—1940, 1940—1945, 1958). У 1953—1955 рр. міністр оборони, в 1947—1949 рр. міністр збройних сил СРСР. У 1937—1938 рр. голова РНК РРФСР. Кандидат у члени ЦК ВКП(б) у 1934—1937 роках. Член ЦК КПРС у 1937—1961 роках. Депутат Верховної ради СРСР 1—5-го скликань (1937—1962). Депутат Верховної Ради УРСР 2-4-го скликань.

## Біографія
У автобіографії вказував, що його батько служив на паровому млині товариства Бугрова на станції Сейма в 50 кілометрах від міста Нижній Новгород. Проте, за іншими даними, його батько, Олександр Павлович Булганін (1857—1947), з міщан міста Семенова, працював прикажчиком на заводах відомого у той час хлібопромисловця Миколи Олександровича Бугрова.
Освіта незавершена середня. У 1917 році закінчив реальне училище. Трудову біографію розпочав у 1915 році учнем електротехніка в Нижньому Новгороді. З 1915 по 1917 рік працював конторником товариства парових механічних млинів Бугрова на станції Сейма Московсько-Нижньогородської залізниці.
Член РСДРП(б) з березня 1917 року.
У 1917 році закінчив курси технічного училища в Нижньому Новгороді.
У 1917—1918 роках — боєць охорони Растяпинського заводу вибухових речовин Нижньогородської губернії.
З 1918 року працював в органах ВЧК, У 1918—1919 роках — заступник голови Московсько-Нижньогородської транспортної ЧК. У 1919—1921 роках — начальник сектора оперативної частини з транспорту Особливого відділу Туркестанського фронту в Ташкенті. У 1921—1922 роках — начальник транспортної ЧК Туркестанського військового округу. У 1922 році — заступник начальника інформаційного відділу з транспорту ДПУ РРФСР.
У 1922—1927 роках — помічник голови електротехнічного тресту Центрального району, голова державного електротехнічного тресту Вищої ради народного господарства СРСР.
У 1927—1931 роках — директор Московського електролампового заводу імені Куйбишева. У 1930 році завод першим серед промислових підприємств СРСР нагороджений орденом Леніна № 2. Булганін став, одним з перших в СРСР, кавалерів ордена Леніна.
31 грудня 1930 — 25 лютого 1931 року — заступник голови виконавчого комітету Московської обласної ради та заступник голови Московської міської ради.
28 лютого 1931 — 11 серпня 1937 року — голова Московської міської ради.
На XVII з'їзді ВКП(б) в лютому 1934 року обраний кандидатом в члени ЦК ВКП(б).
З 22 липня 1937 року по 17 вересня 1938 року — голова Ради народних комісарів РРФСР. На жовтневому пленумі ЦК ВКП(б) 1937 року переведений з кандидатів в члени ЦК ВКП(б).
З 16 вересня 1938 року по 15 травня 1944 року — заступник голови Ради народних комісарів СРСР. Одночасно з 16 вересня 1938 року по 17 квітня 1940 року і з 12 жовтня 1940 року по 23 травня 1945 року очолював правління Державного банку СРСР.
Під час німецько-радянської війни з 19 липня 1941 року по 10 вересня 1941 року і з 1 лютого 1942 року по 5 травня 1942 року — член Військової ради Західного напряму. Був членом Військової ради Західного фронту (12.07.1941 — 15.12.1943); 2-го Прибалтійського фронту (16.12.1943 — 21.04.1944); 1-го Білоруського фронту (12.05.1944 — 21.11.1944).
З 20 листопада 1944 року — заступник наркома оборони СРСР, член Державного комітету оборони СРСР, де замінив Ворошилова. У лютому 1945 року введений до складу Ставки Верховного Головнокомандування.
З березня 1946 року — 1-й заступник міністра Збройних Сил СРСР. У березні 1946 року обраний кандидатом в члени Політбюро і членом Оргбюро ЦК ВКП(б).
3 березня 1947 року призначений міністром Збройних сил СРСР, до нього цю посаду з 1941 обіймав безпосередньо Сталін. З 5 березня 1947 до 7 квітня 1950 року — за сумісництвом заступник голови Ради міністрів СРСР.
З травня 1947 року по серпень 1949 року — голова комітету № 2 (реактивна техніка) при Раді міністрів СРСР. З 18 лютого 1948 року також став членом Політбюро.
24 березня 1949 року був звільнений з посади міністра Збройних сил СРСР і залишався лише заступником голови Ради Міністрів СРСР.
З 7 квітня 1950 року — 1-й заступник голови Ради Міністрів СРСР. Після XIX з'їзду КПРС в жовтні 1952 року обраний членом Президії і членом Бюро Президії ЦК КПРС.
Після смерті Сталіна, у березні 1953, коли Військове і Військово-морське міністерство СРСР були об'єднані в Міністерство оборони СРСР, його знову очолив Булганін, залишаючись при цьому 1-м заступником голови Ради Міністрів СРСР.
8 лютого 1955 року Георгій Маленков був зміщений з посади голови Ради міністрів СРСР. Його місце, як менш конфліктна фігура, зайняв Булганін. Міністром оборони замість Булганіна став Георгій Жуков.
Після того, як політичні позиції Хрущова остаточно зміцнилися (перемога в червні 1957 року над «антипартійною групою», в яку також входив Булганін, 27 березня 1958 року при формуванні уряду Верховною Радою СРСР нового скликання Булганін не був обраний на пост голови Ради міністрів СРСР. 27 березня 1958 року він утретє був призначений головою правління Держбанку СРСР.
У серпні 1958 року відправлений на фактичне заслання в Ставрополь на посаду голови Ставропольської Ради народного господарства (раднаргоспу). У вересні 1958 року Булганіна вивели із складу Президії ЦК КПРС, а 26 листопада 1958 року він був позбавлений військового звання Маршала Радянського Союзу.
У лютому 1960 року Булганін вийшов на пенсію, проживав біля Москви.
24 лютого 1975 року помер у селищі Жуковка Одинцовського району Московської області. Похований на Новодівочому кладовищі Москви.

## Родина
Був одружений з Оленою Михайлівною (1900—1986), вчителькою англійської мови. Дочка одружилася з сином адмірала М. Кузнєцова.

## Військові звання
- Генерал-лейтенант (6 грудня 1942)
- Генерал-полковник (29 липня 1944)
- Генерал армії (17 листопада 1944)
- Маршал Радянського Союзу (з 3 листопада 1947 по 26 листопада 1958)
- позбавлений звання Маршала і знижений до генерал-полковника (26 листопада 1958).

## Нагороди
- Герой Соціалістичної Праці (10 червня 1955)
- два ордени Леніна (1931, 1955)
- Орден Червоного Прапора (1943)
- Орден Суворова I ст. (1945)
- Орден Суворова II ст. (1943)
- два ордени Кутузова I ст. (1943, 1944)
- два ордени Червоної Зірки (1935, 1953)
- Медаль «В ознаменування 100-річчя з дня народження Володимира Ілліча Леніна»
- Медаль «Партизанові Вітчизняної війни»
- Медаль «За оборону Москви»
- Медаль «За перемогу над Японією»
- Медаль «За перемогу над Німеччиною у Великій Вітчизняній війні 1941—1945 рр.»
- Ювілейна медаль «Двадцять років Перемоги у Великій Вітчизняній війні 1941—1945 рр.»
- Ювілейна медаль «30 років Радянської Армії і Флоту»
- Ювілейна медаль «40 років Збройних Сил СРСР»
- Ювілейна медаль «50 років Збройних Сил СРСР»
- Медаль «В пам'ять 800-річчя Москви»

Іноземні нагороди:
- Орден Virtuti Militari I класу(ПНР)
- орден «Хрест Грюнвальда» I ст. (ПНР)
- орден Червоного Прапора (МНР)
- орден Республіки (3 березня 1942) (ТНР)